# Гребенюк Іван Федорович
Іван Федорович Гребенюк (* 23 березня 1918, Шкурпели — † 27 березня 1982, Київ) — український радянський письменник, поет, підполковник.

## Біографія
Народився в 1918 році в селі Шкурпели Човно-Федорівської сільської ради (нині Покровська сільрада Зіньківського району Полтавської області). У 1933 році переїхав в Харків, де почав працювати, продовжуючи навчання без відриву від виробництва. У 1938 році в газеті «Соціалістична Харківщина» була надрукована його поема «Два бригадири», і пізніше у пресі, переважно в газетах, стали з'являтися його невеликі вірші.
В кінці 1938 року Гребенюк був призваний в Червону Армію. Служив на Далекому Сході рядовим бійцем. Як активного військкора його узяли в редакцію червоноармійської газети, яка видавалася в Владивостоку. З тих пір його життя було пов'язане з роботою у військовій пресі.
Всі роки німецько-радянської війни Гребенюк провів на фронтах. Спочатку працював в дивізійних газетах, а з листопада 1942 року — у редакції газети Н-ської Повітряної армії. Будучи військовим кореспондентом, він часто виступав з нарисами і розповідями про льотчиків.
Нагороджений двома орденами Червоної Зірки і декількома медалями. Член КПРС з 1943 року. Впродовж ряду років працював начальником відділу редакції газети «Слава Батьківщини» Прикарпатського військового округу. Художні твори писав на рідній українській мові, які нерідко друкувалися в українських журналах «Вітчизна» і «Дніпро», а також у військових газетах.
Жив в Києві. Помер 27 березня 1982 року. Похований на Лук'янівському військовому кладовищі.

## Твори
- «Стартують винищувачі» (1958) (це перша книга автора написана ним в 1955—1957 роках)
- «На далеких рубежах» (1960);
- «Солдатські усмішки» (1961);
- «Проліски цвітуть узимку» та інші.